# Villa romana de Veranes

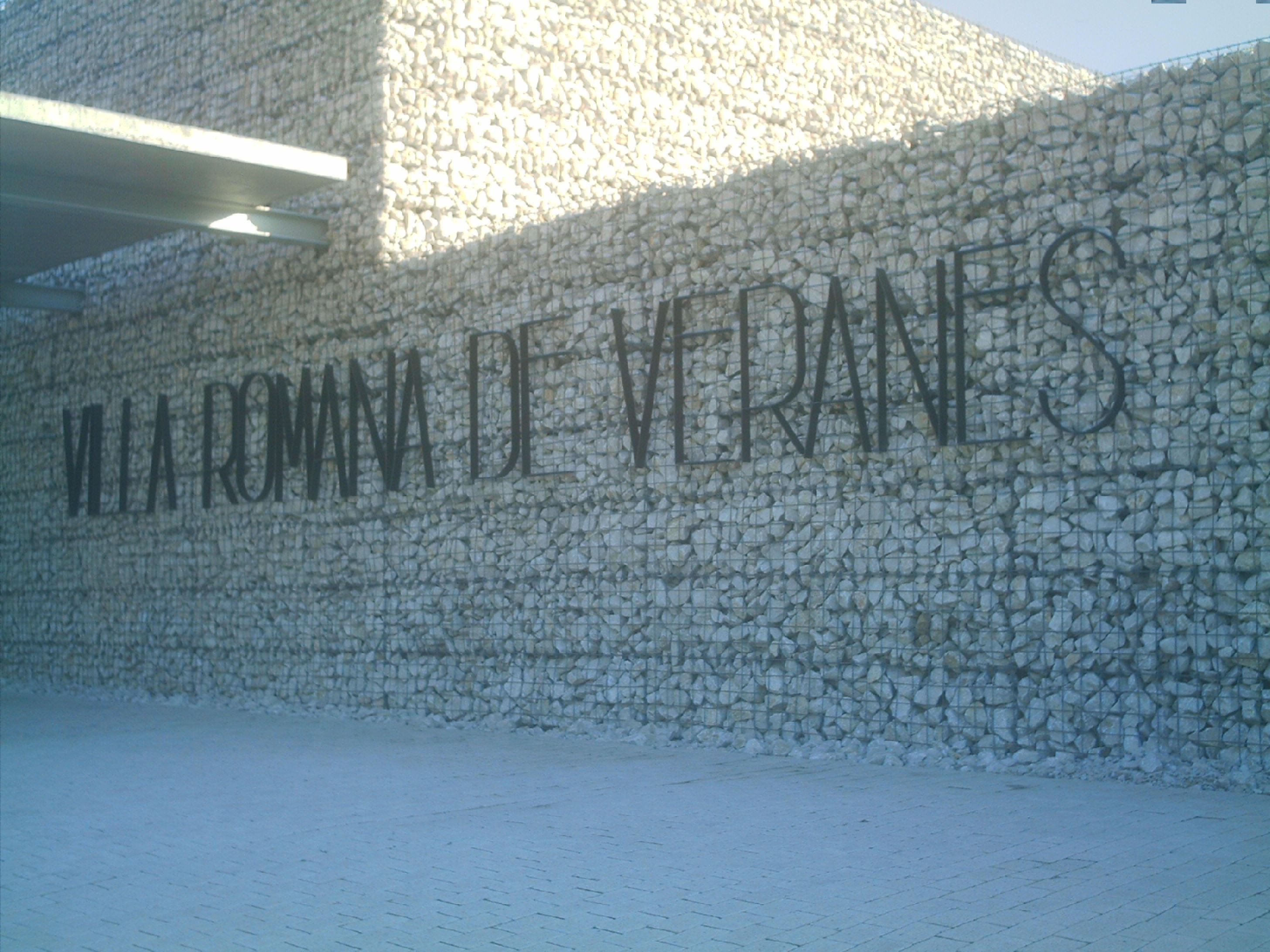
Vista del acceso al museo.

La Villa romana de Veranes es un yacimiento arqueológico y un centro de interpretación de las ruinas de una villa romana situadas en el barrio de Veranes en la parroquia de Cenero del concejo asturiano de Gijón (España).
El yacimiento, conocido como Yacimiento Arqueológico Torrexón de Veranes está catalogado como Bien de Interés Cultural.
El lugar era conocido antiguamente por las ruinas de una iglesia visigoda. Las investigaciones posteriores permitieron averiguar que esta se enclavaba sobre una antigua villa romana en uso desde los inicios de nuestra era hasta el siglo V.
Se conserva buena parte de la estructura de la villa y fragmentos de mosaico de un salón. También se han hallado sepulcros de la Alta Edad Media.
El centro de interpretación anexo está dotado de sala audiovisual y una exposición permanente. Fue inaugurado en marzo de 2007.